# Mount Ayr (Iowa)
Mount Ayr – miasto w Stanach Zjednoczonych, w stanie Iowa, siedziba hrabstwie Ringgold. W 2000 liczyło 1 822 mieszkańców.